# Métro de Douchanbé
Le métro de Douchanbé est un réseau métropolitain en projet à Douchanbé, la capitale du Tadjikistan. Sa construction doit commencer à l'été 2025, avec dans un premier temps une ligne unique de 10,5 kilomètres.